# Jardín Botánico Zugdidi

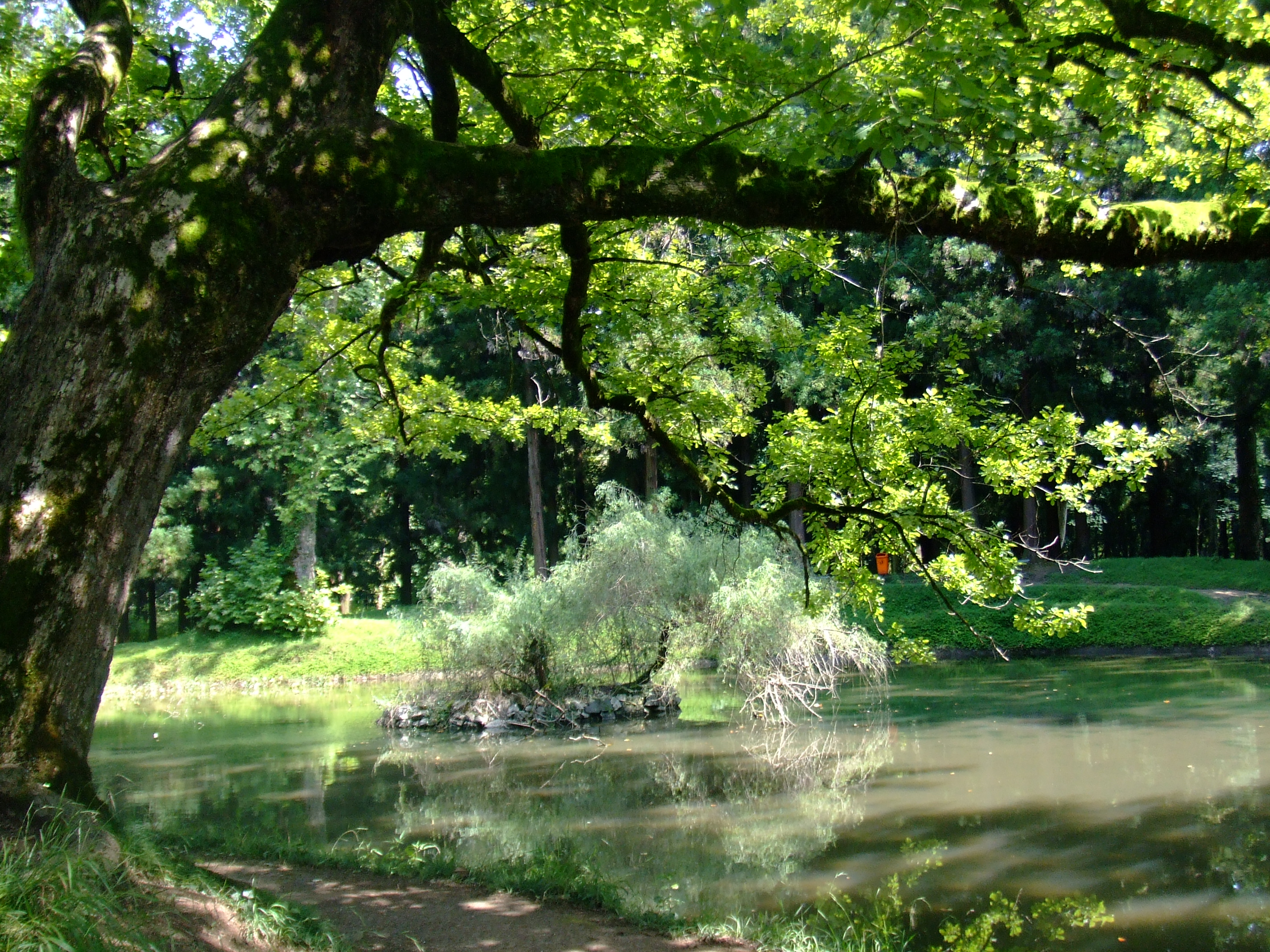
Vista del Jardín Botánico Zugdidi.

El Jardín Botánico Zugdidi (en Georgiano : ზუგდიდის ბოტანიკური ბაღი) es un jardín botánico de 26.4 hectáreas de extensión, rama del Jardín Botánico Central administrado por la Academia de Ciencias de Georgia.

## Localización
Jardín Botánico Zugdidi, Zugdidi, Georgia.42°30′41″N 41°52′41″E / 42.51139, 41.87806

## Historia
Fue creado a finales del siglo XIX por el príncipe de Megrelia David Dadiani, en las proximidades de su residencia.

## Colecciones
El jardín botánico alberga más de 80 géneros de plantas exóticas procedentes del sureste de Asia, India, Japón, cuneca del Mediterráneo y las Américas.